# Cercié
Cercié este o comună în departamentul Rhône din sud-estul Franței. În 2009 avea o populație de 1.130 de locuitori.

## Evoluția populației
| An        | 1975 | 1982 | 1990 | 1999 | 2006 | 2009  |
| --------- | ---- | ---- | ---- | ---- | ---- | ----- |
| Populație | 511  | 651  | 648  | 856  | 951  | 1.130 |